# Cos d'Enginyers de Combat d'Israel
El Cos d'Enginyers de Combat d'Israel (en hebreu: חיל ההנדסה הקרבית) (transliterat: Heil HaHandasa HaKravit) és la força d'enginyeria de combat de les Forces de Defensa d'Israel. El color de la boina del cos d'enginyers de combat és platejat i el seu símbol mostra una espasa en una torre defensiva amb l'halo d'una explosió en el fons. Els lemes del cos d'enginyers de combat són el lema oficial: "Sempre els primers" (en hebreu: ראשונים תמיד) (transliterat: Rishonim Tamid) i el lema extraoficial: "El difícil ho farem avui, l'impossible ho farem demà".
Les seves funcions inclouen la seguretat i la mobilitat en les carreteres, la defensa i la construcció de fortificacions, suprimir la mobilitat de les forces enemigues, la construcció i la destrucció d'estructures sota el foc enemic, el sabotatge, l'ús dels explosius, l'eliminació de bombes i artefactes explosius, la guerra nuclear, química i biològica (NBQ) i les missions especials d'enginyeria. A més dels sapadors del cos d'enginyers de combat, cada brigada d'infanteria té una companyia d'enginyers entrenada amb coneixements bàsics d'enginyeria i habilitats per a la desactivació d'explosius improvisats. Les brigades blindades i la infanteria, utilitzen als sapadors de combat per ajudar-los a buidar els obstacles i per manejar l'amenaça que suposen els artefactes explosius improvisats.